# Capparietum rupestris
Capparietum rupestris, en fitosociologia, és una associació descrita per Oriol de Bolòs i Capdevila el 1962 (amb el nom de Capparietum inermis) que pertany a l'aliança Parietario-Galion muralis.
L'element florístic característic d'aquesta comunitat és la taperera (Capparis spinosa ssp. inermis). Entre les caràcterístiques de l'aliança trobem Lactuca tenerrima i Umbellicus rupestris ssp. gaditanus. Parietaria officinalis ssp. judaica també s'hi troba però és diferencial de l'aliança. Companyes són Sonchus tenerrimus (molt abundant), Oryzopsis miliacea var miliacea, i Phagnalon saxatile.
Té una estructura pobra i poc densa, on sol predominar el nanofaneròfit Capparis. Té una ecologia pròpia de muralles i parets velles, en general assolellades, de la zona litoral del País Valencià i del sud de Catalunya.